# Королівство Бразилія
Королівство Бразилія (порт. Reino do Brasil) — складова частина держави Сполучене королівство Португалії, Бразилії й Алгарве.

## Створення

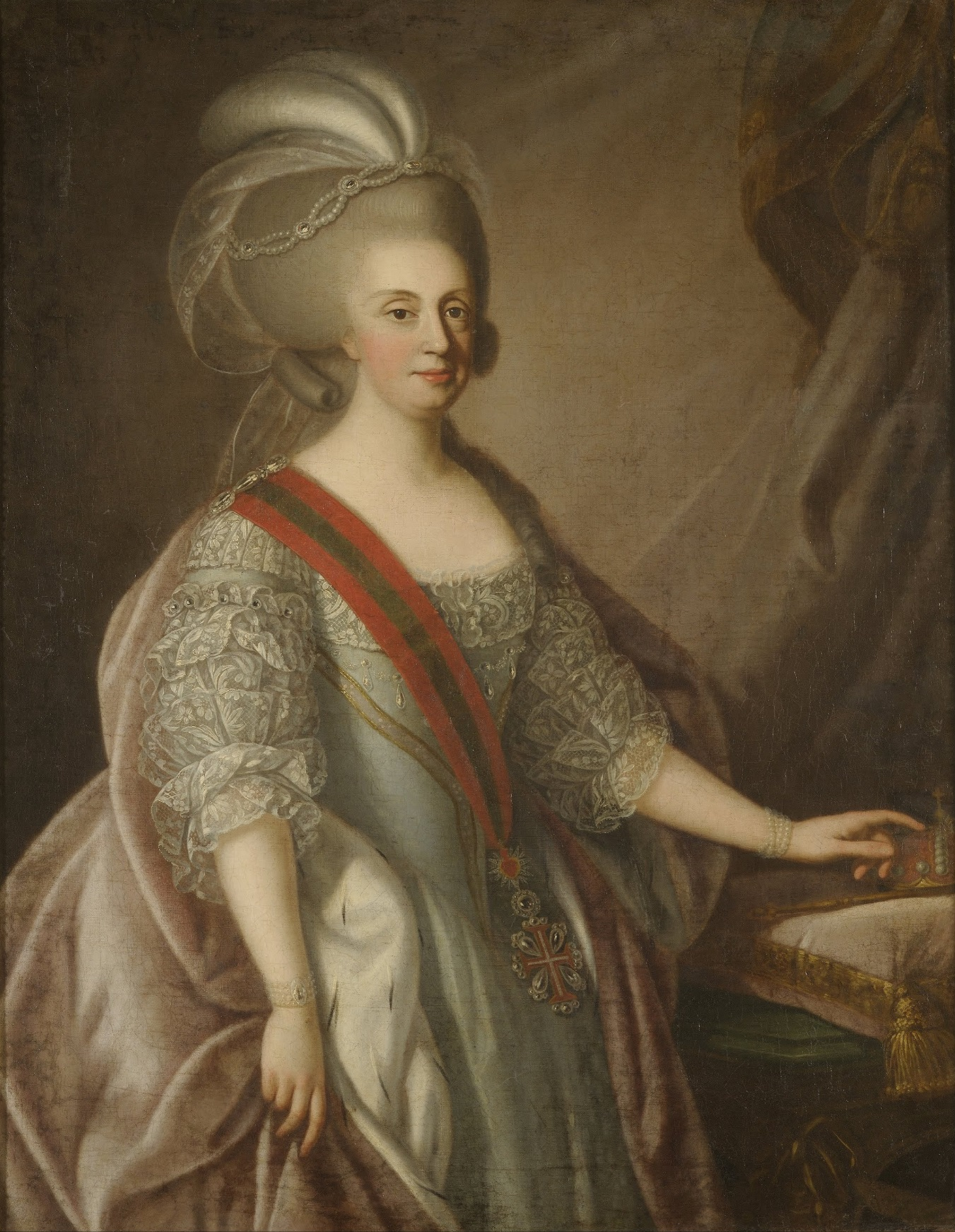
Королева Сполученого Королівства Португалії, Бразилії та Алгарве Марія I була першим монархом Королівства Бразилія.

Юридична особа Королівства Бразилія була створена відповідно до закону, виданого принцом-регентом Джоном Португальським, принцом Бразилії, герцогом Браганзи, на ім'я його матері, королеви Португалії Марії I, 16 грудня 1815 року, який підвищив Бразильську державу до рангу Королівства у складі Сполученого Королівства Португалії, Бразилії та Алгарве.
Указом, виданим 22 квітня 1821 року напередодні свого від'їзду з Бразилії до Португалії, король Іоанн VI призначив свого первістка і спадкоємця, принца Педру Браганзу, королівського принца Сполученого Королівства, принцом-регентом Королівства Бразилія з делегував повноваження звільняти «загальний уряд і всю адміністрацію Королівства Бразилія» як замісника короля, таким чином надавши Королівству Бразилія децентралізоване управління в межах Сполученого Королівства.

## Розчинення

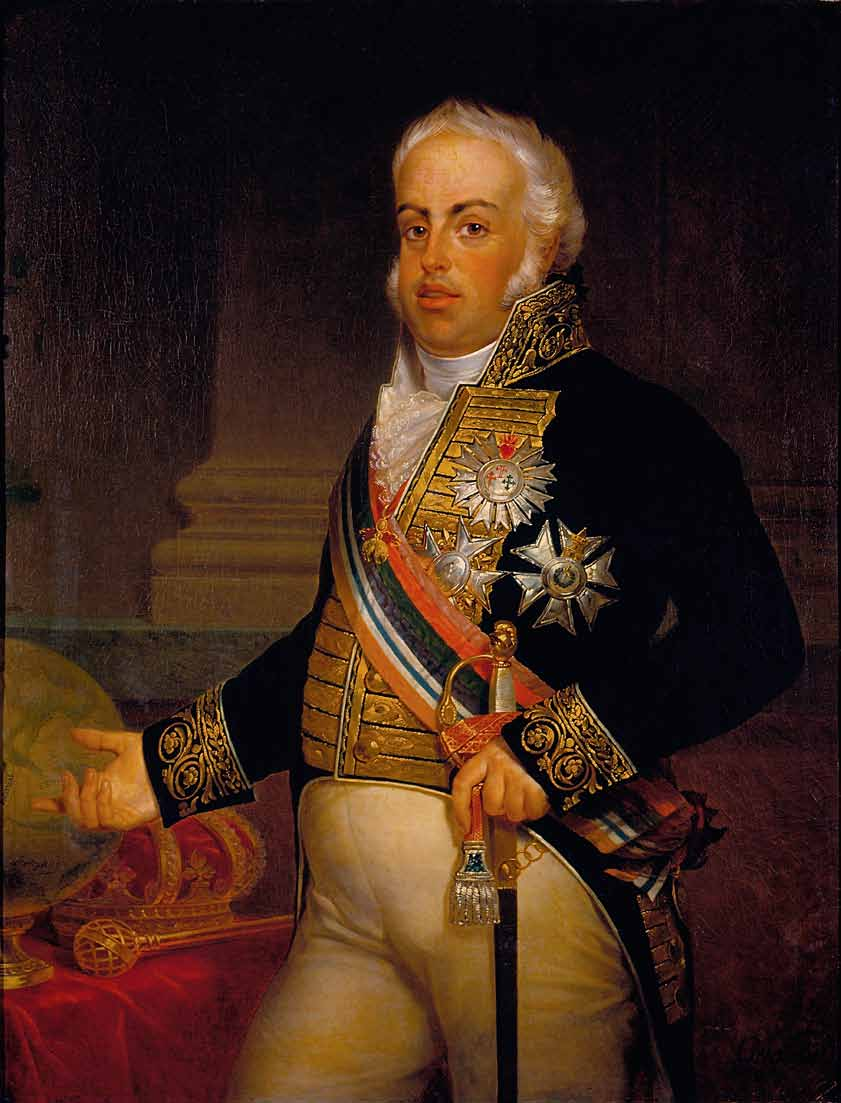
Король Сполученого Королівства Португалії, Бразилії та Алгарве Жуан VI був останнім монархом Королівства Бразилія.

7 вересня 1822 року принц Педру, королівський принц Сполученого Королівства Португалії, Бразилії та Алгарве, регент Бразилії, проголосив незалежність Бразилії. 12 жовтня 1822 року принц Педру став першим імператором нової незалежної країни, таким чином заснувавши Бразильську імперію. Незалежність Бразилії була визнана лише за договором Ріо-де-Жанейро в 1825 році, за яким Королівство Бразилію, у складі Сполученого Королівства Португалії, Бразилії та Алгарве, було офіційно ліквідовано, а незалежність Бразилії була визнана та надана Португальським королівством.
8 вересня 1822 року, в перший день після проголошення незалежності, принц Педру видав указ про прийняття для Королівства Бразилія нового прапора та герба, замінивши португальські кольори, а потім білий і синій, на нові кольори, зелений і жовтий (зелений був обраний через його асоціацію з домом Браганса, династією Педро; жовтий був обраний, оскільки це був колір дому Габсбургів, в якому народилася дружина Педро, Леопольдіна; тому нові національні кольори вшановували королівську пару, яка очолила Бразилію на початку її незалежності); ці нові символи пізніше перейдуть до Бразильської імперії, коли вона була заснована 12 жовтня 1822 року. Нові символи після здобуття незалежності замінили оригінальний прапор Королівства Бразилія (золота армілярна сфера на синьому полі) та його оригінальний герб (золота армілярна сфера з блакитним фоном усередині сфери), що був розроблений у 1815 році. Звичайно, після здобуття незалежності, після прийняття нового прапора та герба 8 вересня 1822 року, герб Сполученого Королівства Португалії, Бразилії та Алгарве, прийнятий у 1815 році (зображуючи поряд із традиційним гербом гербів Португалії та Алгарве з оригінальним гербом Королівства Бразилія на задньому плані, увінчаним королівською короною), також перестали використовуватися.
За із пунктів Договору в Ріо-де-Жанейро, королю Жуану VI Португалії та Алгарве, колишньому королю Іоанну VI Сполученого Королівства Португалії, Бразилії та Алгарве, було надано особистий титул титулярного імператора Бразилії, таким чином залишаючись монархом Бразилії до своєї смерті в 1826 році.